# ラファエル・バルス
ラファエル・バルス・フェリ (Rafael Valls Ferri 1987年6月25日 ) は、スペイン・バレンシア州アリカンテ県コンセンタイナ出身の自転車ロードレース選手。

## 経歴
2015年、ツアー・オブ・オマーンで総合優勝と第4ステージのステージ優勝を果たす。
2016年、ロット・ソウダルに移籍。
2018年、モビスター・チームに移籍。
2020年、バーレーン・マクラーレンに移籍。
2021年シーズン終了後に引退した。
2023年シーズンからチーム・ジェイコ・アルウラーと同チームの女子部門のアシスタント・スポーツディレクターを兼任している。

## 戦績
2008
グランプリ・デュ・ポルトガル 総合9位
2009
Circuito Montañés 総合4位
ツール・ド・ラブニール 総合10位
2010
トロフェオ・インカ 2位
ツール・ド・サンルイス 総合3位
第2ステージ優勝
 山岳賞
9th トロフェオ・デイア 9位
2014
セッティマーナ・インテルナツィオナーレ・ディ・コッピ・エ・バルタリ 総合8位
2015
 ツアー・オブ・オマーン 総合優勝
第4ステージ優勝
パリ〜ニース 総合8位
カタルーニャ一周 総合8位
2016
ツアー・ダウンアンダー 総合8位
2019
プルエバ・ビリャフランカ・デ・オルディシア 優勝